# Guerra del bonito

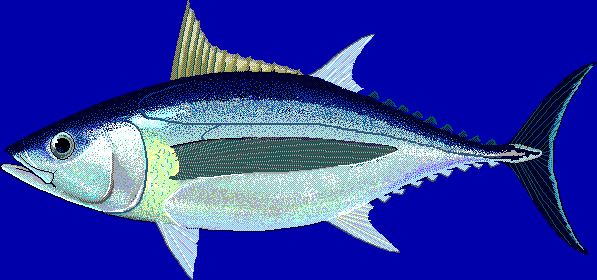
Bonito del norte o atún blanco (Thunnus alalunga).

Se conoce como Guerra del bonito al enfrentamiento entre las flotas pesqueras española, francesa e inglesa por el uso de redes de deriva ilegales, durante la década de 1990. 

## Causas
El principal motivo de este conflicto fue la denuncia, por parte española, del uso de redes de deriva ilegales utilizadas por las flotas francesa e inglesa. Según la legislación de la Unión Europea el tamaño máximo de estas redes era de 2.5 km, pero se ha demostrado que se habían estado utilizando redes de una longitud superior a 10 km.

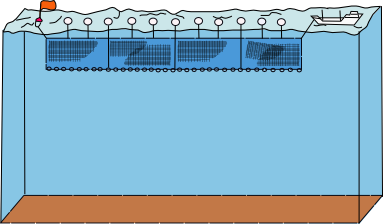
Esquema redes de deriva.

Las "redes de deriva" son enormes redes que se dejan flotando a la deriva en el mar capturando a los peces que intenten cruzarlas. Es una técnica de pesca muy destructiva para el medio ambiente ya que pescan especies de forma indiscriminada (incluyendo delfines, tortugas, ...) además de estropear el pescado que permanece enganchado en las redes hasta que se recogen, de esta forma aunque se devuelvan al mar las capturas no deseadas no sirven de nada ya que las presas ya están muertas o son irrecuperables. 

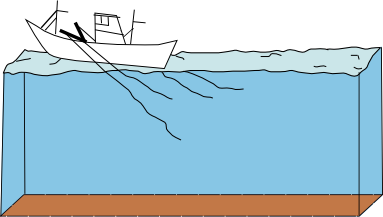
Esquema pesca con anzuelo.

La técnica utilizada mayoritariamente por la flota española está basada en la captura con anzuelo y cebo, ya sea éste artificial (flota gallega, asturiana, cántabra y vasca), o vivo (flota cántabra y vasca). Esta técnica es muy selectiva ya que las capturas se recogen una a una y los marineros pueden devolver al mar a las presas no deseadas al momento, además de la selección propia de la pesca con cebo.
Esta diferencia en el efecto de ambas técnicas de pesca hizo que organizaciones como Greenpeace se posicionaran del lado español, enviando a una de sus embarcaciones (Rainbow Warrior) a la zona en conflicto.

## Primeros incidentes
Aunque el conflicto llegó a su estado álgido en julio de 1994 las protestas de la flota española y los incidentes con las otras flotas implicadas llevaban tiempo produciéndose.
En 1994 los pescadores españoles cansados de la falta de actuaciones contra las redes ilegales comenzaron a tomarse la justicia por su mano, abordando a barcos ingleses, irlandeses y franceses para cortar sus redes, como fue el caso del Silver Harvester inglés. Al conocer estos hechos las armadas de los países implicados incrementan su presencia en la zona en un vano intento por controlar la situación.

## La Gabrielle

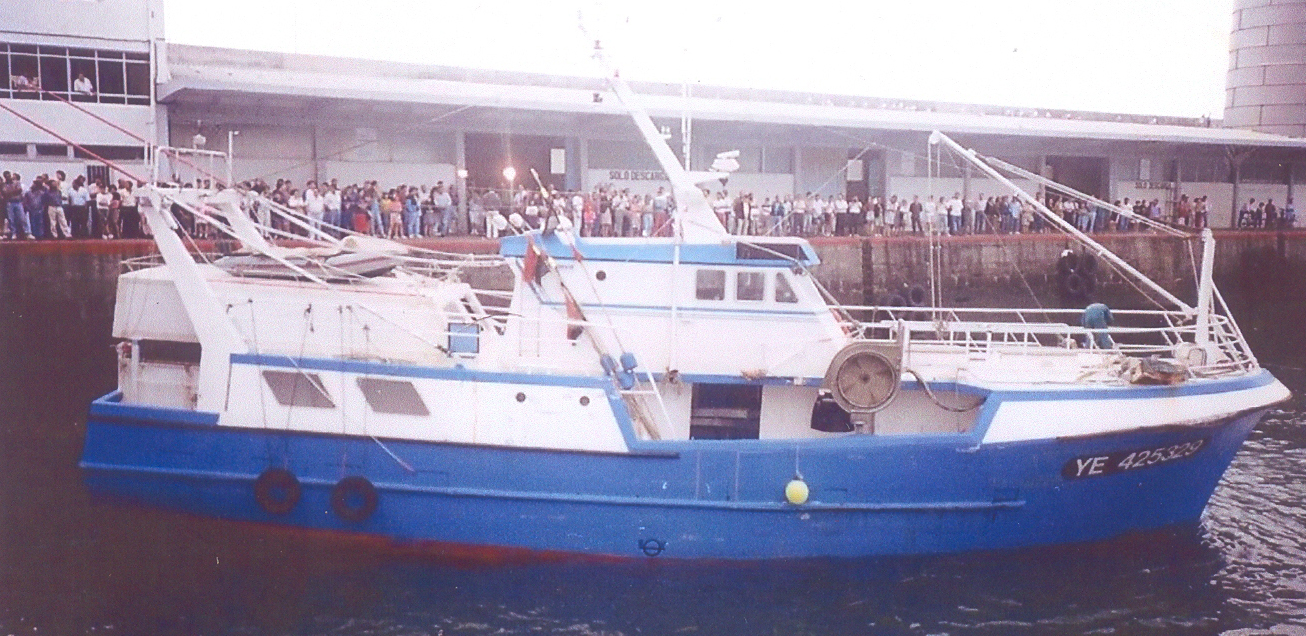
La Gabrielle en el puerto de Burela.

El momento de máxima tensión se dio a mediados de julio de 1994.
El mayor incidente ocurrido tuvo lugar cuando la flota española se hizo con el barco francés "La Gabrielle" que fue abandonado al sufrir peligro de hundimiento. Este barco llevaba en su interior redes ilegales. Francia consideró este hecho como un secuestro y la armada española intervino para intentar recuperar la embarcación, aunque la oposición de los pescadores impidió que lo consiguieran. El barco fue llevado al puerto de Burela escoltado por toda la flota bonitera española, compuesta aproximadamente por 350 barcos, para mostrar que sus redes eran ilegales así como que llevaba a bordo especies de cetáceos protegidas.

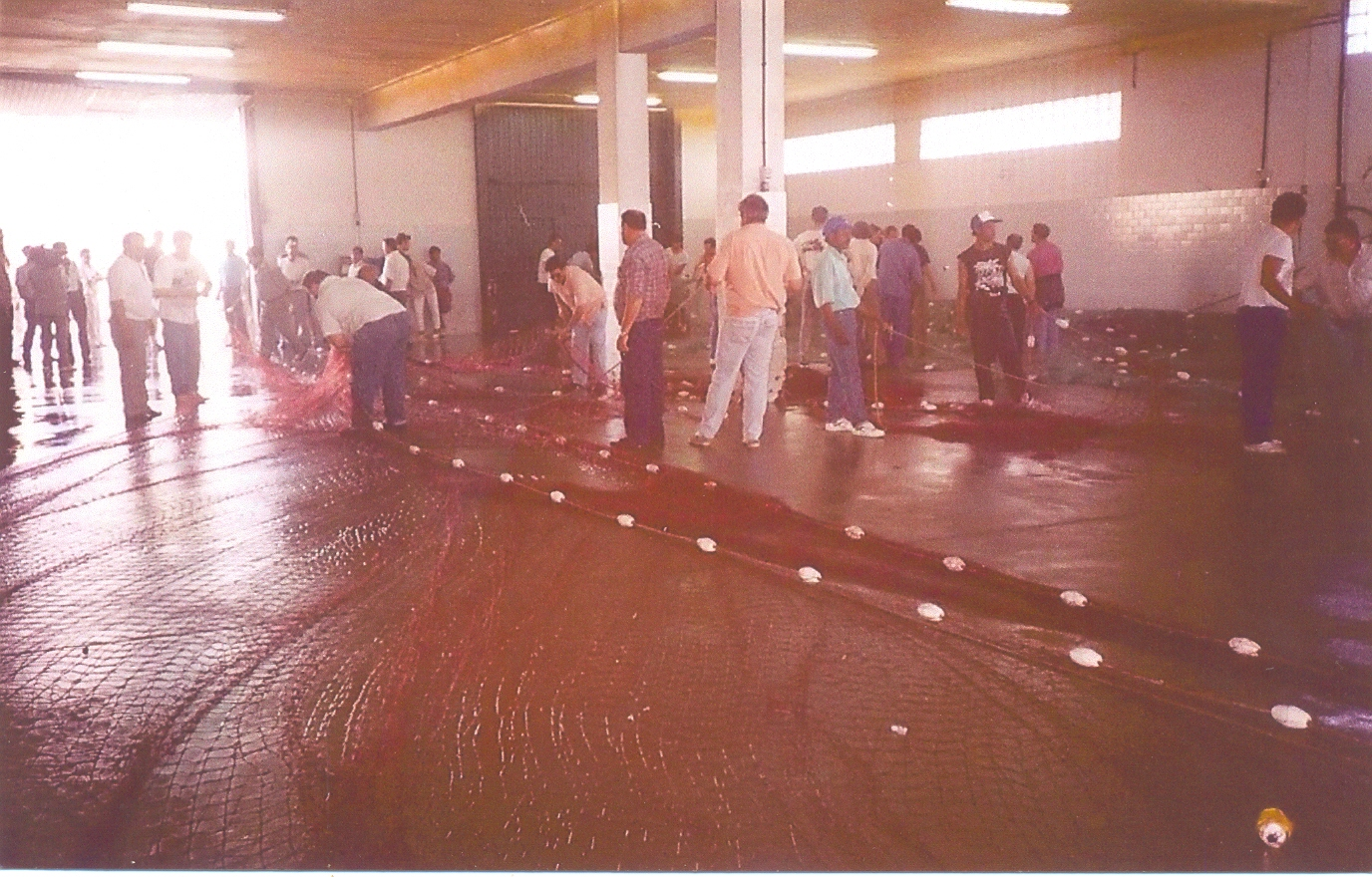
Pescadores españoles midiendo redes ilegales de "La Gabrielle".

Una vez demostrado que las redes eran ilegales la armada española se hizo cargo de la embarcación el 21 de julio.

## Continuación del conflicto
Después de los hechos ocurridos con La Gabriele continuaron las protestas por parte de la flota española. Se sucedieron las manifestaciones en tierra y los bloqueos de los puertos a finales de julio.
También el Rainbow Warrior tuvo problemas con la armada francesa al intentar medir las redes de uno de sus barcos con incidentes como el ocurrido en agosto en el que fue atacada con cañones de agua y granadas huecas.

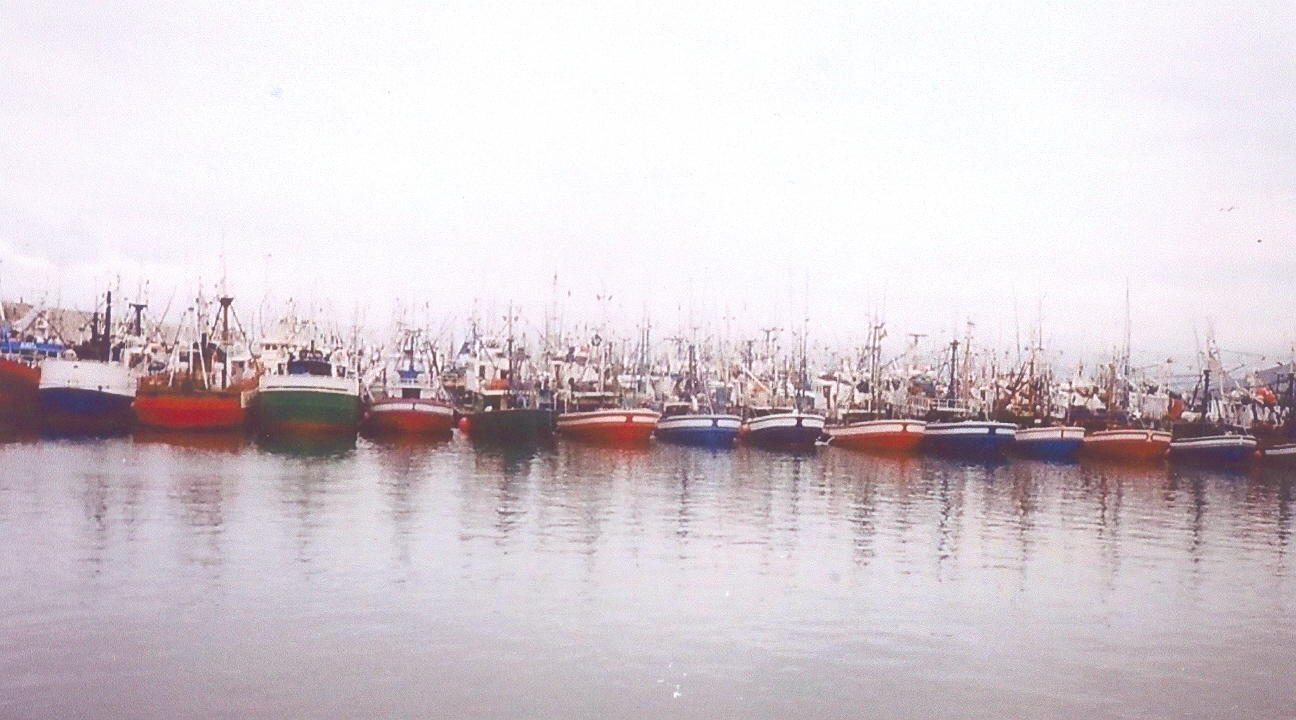
Barcos atracados en Burela durante el incidente de La Gabrielle.

## Fin del conflicto
Acabada la campaña del bonito de 1994 las nuevas normativas y los esfuerzos de todos los gobiernos pusieron calma entre las flotas y el conflicto se dio por terminado. Aun así, la flota española sigue protestando ya que considera que las normas europeas siguen incumpliéndose, aunque en estas protestas se habla de casos aislados.